# イスマディ・ムクタル
イスマディ・ビン・ムクタル（Ismadi bin Mukhtar、1983年12月16日 - ）はSリーグのウォリアーズFCに所属するサッカー選手。シンガポール代表。ポジションはDF。

## 経歴
ウッドランド・ウェリントンFCでプロデビューし、二年を過ごした後にタンピネス・ローバースFCに加入した。加入後はシンガポール・チャリティーシールドを三年連続で制覇し、シンガポール・カップも一回準優勝するなどの活躍に寄与した。また、2015年にはシンガポール・セレクションXIにも選出された。

## 代表歴
2014年、AFFスズキカップ2014のメンバーとして代表に初選出された

## タイトル
タンピネス・ローバースFC
- シンガポール・チャリティーシールド(3) :2011, 2012, 2013